# Leipzig (tỉnh)
Bezirk Leipzig là một tỉnh (Bezirk) của Cộng hòa Dân chủ Đức. Trụ sở và thành phố chính là Leipzig.

## Lịch sử
Cùng với 13 tỉnh khác, tỉnh Leipzig được thành lập vào ngày 25 tháng 7 năm 1952, thay thế các bang cũ của Đức. Sau ngày 3 tháng 10 năm 1990, tỉnh bị bãi bỏ trong giai đoạn tái thống nhất nước Đức, trở thành một phần của bang Sachsen.

## Địa lý

### Vị trí
Bezirk Leipzig, nằm trong khu vực Direktionsbezirk Leipzig, giáp với các Bezirke Halle, Cottbus, Dresden, Karl-Marx-Stadt và Gera.

### Phân cấp
Bezirk được chia thành 13 kreise: 1 quận (Stadtkreis) và 12 huyện (Landkreise): 
- Quận: Leipzig.
- Huyện: Altenburg; Borna; Delitzsch; Döbeln; Eilenburg; Geithain; Grimma; Leipzig-Land; Oschatz; Schmölln; Torgau; Wurzen.